# Varning (sport)

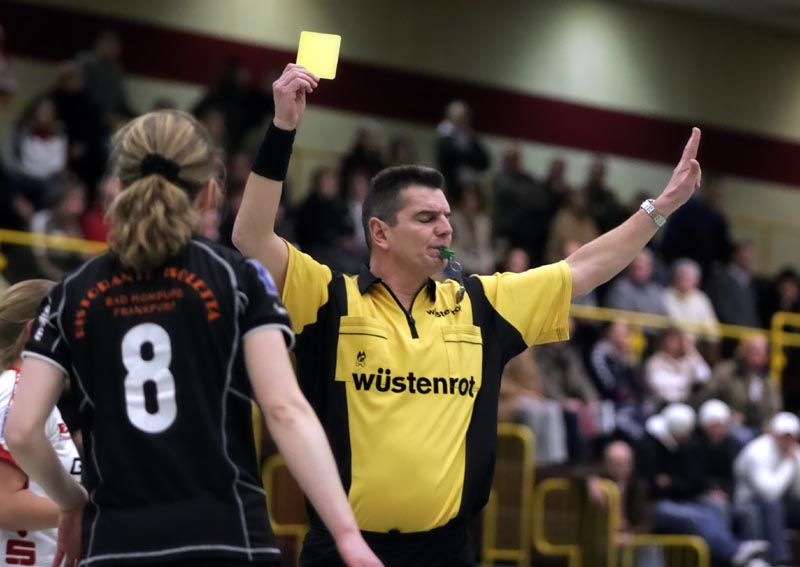
Tyskland 2007, domaren visar det gula kortet i handboll för att visa att han ger en spelare en varning.

En varning utdelas till en spelare av domaren i en idrottsmatch, om spelaren har brutit mot reglerna, men inte på ett sätt som är så allvarligt att spelaren skall utvisas från planen.
I flera idrottsgrenar (till exempel fotboll, handboll, rugby) använder domaren ett gult kort för att visa att en spelare, eller laget, erhållit en varning. Inom fotboll innebär det andra gula kortet i samma match automatiskt utvisning, som markeras med rött kort. I volleyboll erhåller det andra laget en poäng när en spelare eller laget erhåller ett gult kort.